# Ла-Шапель-Сен-Люк (кантон)
Ла-Шапе́ль-Сен-Люк (фр. La Chapelle-Saint-Luc) — упразднённый кантон во Франции, находился в регионе Шампань — Арденны, департамент Об. Входил в состав округа Труа. В кантон Ла-Шапель-Сен-Люк входили 2 коммуны, из них главной коммуной была Ла-Шапель-Сен-Люк.

## Коммуны кантона
| Коммуна           | Население, чел. (2006) | Почтовый индекс | Код INSEE |
| ----------------- | ---------------------- | --------------- | --------- |
| Ла-Шапель-Сен-Люк | 13 676                 | 10600           | 10081     |
| Ле-Ноэ-пре-Труа   | 3 185                  | 10420           | 10265     |

## Население
| 1962 | 1968 | 1975 | 1982 | 1990 | 1999   | 2006   | 2007   |
| ---- | ---- | ---- | ---- | ---- | ------ | ------ | ------ |
| -    | -    | -    | -    | -    | 14 060 | 12 749 | 11 919 |